# Ла-Бар (Верхняя Сона)
Ла-Бар (фр. La Barre) — коммуна во Франции, находится в регионе Франш-Конте. Департамент — Верхняя Сона. Входит в состав кантона Монбозон. Округ коммуны — Везуль.
Код INSEE коммуны — 70050.

## География
Коммуна расположена приблизительно в 330 км к юго-востоку от Парижа, в 22 км северо-восточнее Безансона, в 25 км к югу от Везуля.
Вдоль границы коммуны протекает река Оньон.

## Население
Население коммуны на 2010 год составляло 106 человек.
| 1962 | 1968 | 1975 | 1982 | 1990 | 1999 | 2010 |
| ---- | ---- | ---- | ---- | ---- | ---- | ---- |
| 73   | 62   | 49   | 63   | 51   | 61   | 106  |

## Экономика
В 2010 году среди 59 человек трудоспособного возраста (15—64 лет) 44 были экономически активными, 15 — неактивными (показатель активности — 74,6 %, в 1999 году было 54,5 %). Из 44 активных жителей работали 43 человека (25 мужчин и 18 женщин), безработной была 1 женщина. Среди 15 неактивных 3 человека были учениками или студентами, 5 — пенсионерами, 7 были неактивными по другим причинам.

## Фотогалерея

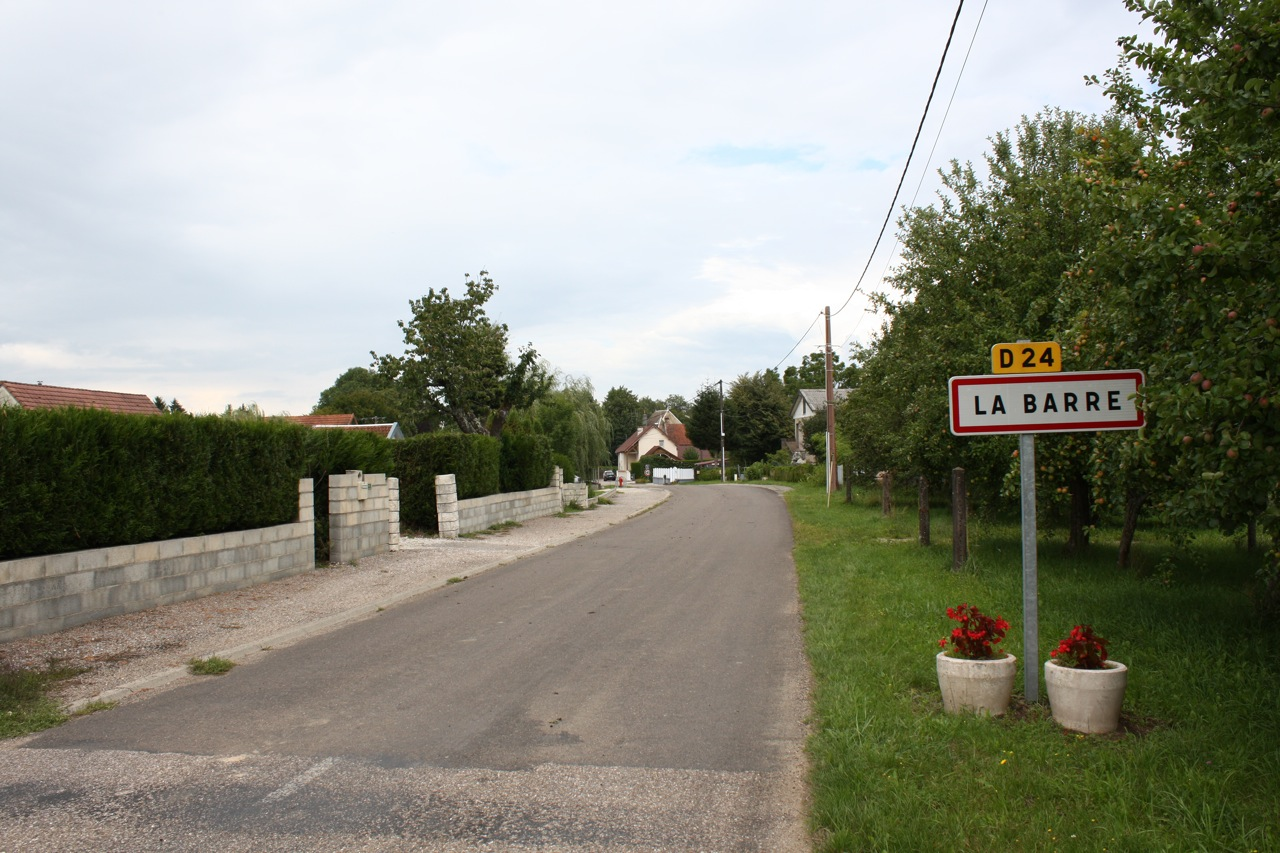
Ла-Бар
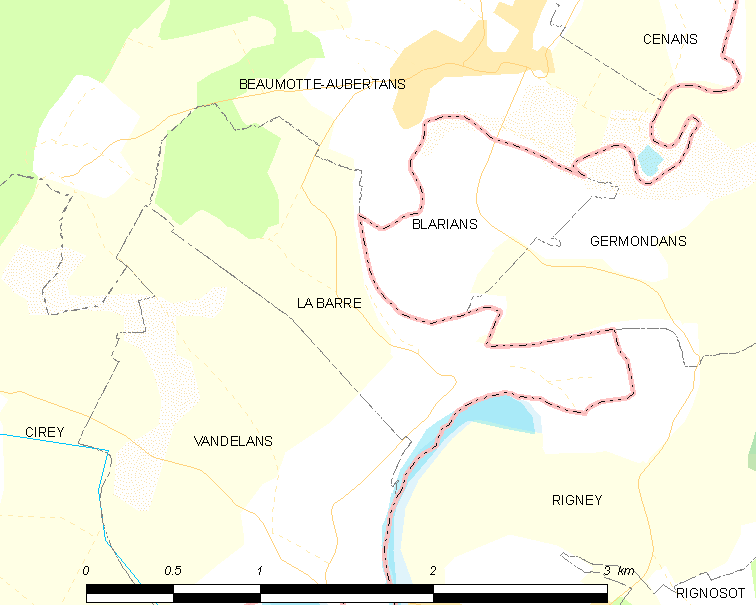
Карта коммуны